# Wikchamni
Le wikchamni est une langue amérindienne de la famille des langues yokuts parlée aux États-Unis, le long de la rivière Kaweah, dans le centre sud de la Californie. La langue est quasiment éteinte.

## Population
Les Wikchamni, dans leur propre langue, Wïkhṭhamni, étaient, jusqu'au XIXe siècle, une population de chasseurs-cueilleurs. Ils comptaient de 2 000 à 2 500 personnes. En 1970, seule une cinquantaine de Wikchamni subsistait. La langue n'était plus connue que de quelques personnes âgées et n'était plus employée dans la vie quotidienne.
Le 25 septembre 2021 meurt Marie Wilcox, née le 24 novembre 1933. Elle était la dernière locutrice native parlant couramment le wikchamni et avait contribué durant vingt ans à construire un dictionnaire à la fois oral et écrit de sa langue.

## Phonologie
Les tableaux présentent les phonèmes du wikchamni, les voyelles et les consonnes.

### Voyelles
|         | Antérieure    | Centrale      | Postérieure   |
| ------- | ------------- | ------------- | ------------- |
| Fermée  | i [i] iˑ [iː] | ï [ɨ] ïˑ [ɨː] | u [u] uˑ [uː] |
| Moyenne | e [e] eˑ [eː] | ë [ə] ëˑ [əː] | o [o] oˑ [oː] |
| Ouverte |               | a [a] aˑ [aː] |               |

### Consonnes
|               |            | Bilabiale | Dentale | Rétroflexe | Palatale | Vélaire | Glottale |
| ------------- | ---------- | --------- | ------- | ---------- | -------- | ------- | -------- |
| Occlusives    | Sourdes    | p [p]     | t [t]   | ṭ [ʈ]      |          | k [k]   |          |
| Occlusives    | Aspirées   | ph [pʰ]   | th [tʰ] | ṭh [ʈʰ]    |          | kh [kʰ] |          |
| Occlusives    | Glottales  | pʼ[pʼ]    | tʼ[tʼ]  | ṭʼ [ʈʼ]    |          | kʼ [kʼ] | ʔ [ʔ]    |
| Fricatives    | Fricatives |           | s [s]   |            | š [ʃ]    | x [x]   | h [h]    |
| Affriquées    | Sourdes    |           |         |            | č [t͡ʃ]   |         |          |
| Affriquées    | Aspirées   |           |         |            | čh [t͡ʃʰ] |         |          |
| Affriquées    | Glottales  |           |         |            | čʼ [t͡ʃʼ] |         |          |
| Nasales       | Simples    | m [m]     | n [n]   |            |          | ŋ [ŋ]   |          |
| Nasales       | Glottales  | mʼ [mʼ]   | nʼ [nʼ] |            |          | ŋʼ [ŋʼ] |          |
| Liquides      | simples    |           | l [l]   |            |          |         |          |
| Liquides      | Glottales  |           | lʼ [lʼ] |            |          |         |          |
| Semi-voyelles | simples    | w [w]     |         |            | y [j]    |         |          |
| Semi-voyelles | Glottales  | wʼ [wʼ]   |         |            | yʼ [jʼ]  |         |          |